# A Day at the Races Tour
Die A Day at the Races Tour war eine Konzerttournee der britischen Rockband Queen, die zur Bewerbung ihres namensgebenden Albums A Day at the Races (1976) diente. Auf dieser Tour gab die Band zwischen Januar und Juni 1977 insgesamt 59 Konzerte in Nordamerika und Europa.

## Hintergrund
Knapp fünf Wochen nach der Veröffentlichung des Albums A Day at the Races starteten Queen die dazugehörige Tournee am 13. Januar 1977 in Milwaukee und beendeten sie am 7. Juni des gleichen Jahres in London. Es war das erste Mal, dass die Gruppe eine Konzerttour nicht in Europa, sondern in Nordamerika begannen, zudem gab sie dort erstmals Konzerte in großen Hallen mit einem Fassungsvermögen von über 10.000 Zuschauern. Die Tickets für die Show im Madison Square Garden in New York City waren bereits nach kurzer Zeit vergriffen.  Das Vorprogramm des größten Teils der nordamerikanischen Tournee bestritt die irische Rockband Thin Lizzy.
Zunächst erschien der Band die Situation, jeden Abend vor großem und dementsprechend lauterem Publikum zu spielen, etwas irritierend. Brian May erinnerte sich später: „Als die Leute anfingen mitzusingen, ging es uns irgendwie auf die Nerven. Später hatten wir jedoch in der Bingley Hall in den Midlands eine enorme Erkenntnis. Die Leute sangen jede einzelne Note eines jeden Liedes. Freddie und ich sahen uns an und sagten: ‚Hier passiert etwas. Wir haben uns immer dagegen gesträubt, aber wir sollten es wertschätzen.‘ Aus dieser Situation heraus entstanden unsere Lieder We Will Rock You und We Are the Champions. Es war ein epochaler Moment.“
Zwei Shows der Nordamerika-Tournee erwiesen sich insbesondere für Brian May als schicksalhaft: Beim Konzert in Chicago am 28. Januar 1977 warfen betrunkene Zuschauer Eier auf die Bühne. Auf einem der Eier rutschte May während der Darbietung The Millionaire Waltz aus und verletzte sich am Steißbein. Daraufhin brach die Band die Show zunächst ab und verließ die Bühne, kam aber schließlich zurück und setzte das Konzert fort, nachdem Freddie Mercury verärgert einige ernsthafte Worte an das Publikum gerichtet hatte. May trug jedoch keine ernsthaften Verletzungen davon, so dass die Tournee problemlos fortgesetzt werden konnte.
Beim Konzert in New York City am 5. Februar 1977 waren Brian Mays Eltern im Publikum anwesend, die er kurz zuvor einfliegen ließ und ihnen dabei die Reisekosten aus eigener Tasche erstattete. Obwohl beispielsweise sein Vater Harold ihm 1963 bei der Konstruktion seiner berühmten Red-Special-Gitarre geholfen hatte, waren seine Eltern über Mays Einstieg in das Musikgeschäft nie besonders glücklich. Als sie zudem von ihm erfuhren, dass er für seine Karriere mit Queen seine Dissertation in Astrophysik hingeworfen hatte, sprachen sie fortan für längere Zeit nicht mehr mit ihm. Für Brian May war es daher eine Herzensangelegenheit, seine Eltern zu diesem Konzert einzuladen, und tatsächlich konnte er sich nach der Show wieder mit ihnen versöhnen. Er sagte später dazu: „Nach der Show umarmten mich meine Eltern und mein Vater sagte: ‚Okay, nun verstehe ich es.‘ Mein Gott, bin ich froh, dass wir das hinbekommen haben. So konnte ich ihnen noch sagen, dass ich sie liebte.“
Nach knapp zwei Monaten Pause wurde die Tour in Europa fortgesetzt. Obwohl sie zuletzt im Dezember 1974 auf dem europäischen Kontinent gespielt hatten, gaben Queen dort insgesamt nur acht Konzerte in fünf Ländern. Trotzdem nahmen die Fans die Band während der Shows begeistert in Empfang und auch Kritiker lobten die Konzerte trotz der seinerzeit aufkommenden Punk-Welle, die Bands wie Queen nach der einhelligen Meinung diverser Musikjournalisten über Nacht zu „Dinosauriern“ gemacht habe.
Die letzten Konzerte der Tour in Großbritannien liefen unter dem Motto The Jubilee Tour, mit dem die Gruppe dem damaligen 25-jährigen Thronjubiläum von Queen Elizabeth II huldigen wollte. Außer in Stafford gaben Queen in jeder britischen Stadt zwei Konzerte und spendeten den gesamten Erlös ihrer beiden Abschlussshows im Londoner Earls Court an die gemeinnützige Jubilee Foundation.

## Liveaufnahmen
Die beiden Abschlusskonzerte in London im Juni 1977 wurden aufgezeichnet, zusammengeschnitten und als TV-Special im britischen Fernsehen gesendet. Die erste der beiden Shows kursiert unter Fans als Video-Bootleg.

## Setlist
Bereits vor der Veröffentlichung des Albums A Day at the Races feierten die Songs You Take My Breath Away und Tie Your Mother Down bei ihren Summer Gigs im September 1976 ihre Konzertpremiere, für die eigentliche Tour zum Album wurden mit Somebody to Love, The Millionaire Waltz und White Man weitere Titel des Albums ins Programm aufgenommen (Good Old-Fashioned Lover Boy feierte erst auf der Europa-Tour im Mai 1977 seine Livepremiere.) Die größte Neuheit war jedoch die Aufführung von Bohemian Rhapsody. Anders als bei der A Night at the Opera Tour, bei der sie das Lied zu Beginn und in der Mitte des Konzerts in drei Teilen spielten, spielten sie den Song ab der Nordamerika-Tournee 1977 in einem Stück. Der Opernteil des Liedes wurde vom Band abgespielt, während die Band die Bühne kurzzeitig verließ, um sich schließlich in dem rockigen Finale zu entladen.

### Setlist Nordamerika (Januar – März 1977)
- Intro
- Tie Your Mother Down
- Ogre Battle
- White Queen
- Somebody to Love
- Killer Queen
- The Millionaire Waltz
- You’re My Best Friend
- Bring Back that Leroy Brown
- Sweet Lady
- Brighton Rock
- ’39
- You Take My Breath Away
- White Man
- The Prophet’s Song
- Bohemian Rhapsody
- Stone Cold Crazy
- Keep Yourself Alive
- Liar
- In the Lap of the Gods… Revisited
- Now I’m Here
- Big Spender
- Jailhouse Rock
- Outro (God Save the Queen)

### Setlist Europa (Mai – Juni 1977)
- Intro
- Tie Your Mother Down
- Ogre Battle
- White Queen
- Somebody to Love
- Killer Queen
- Good Old-Fashioned Lover Boy
- The Millionaire Waltz
- You’re My Best Friend
- Bring Back that Leroy Brown
- Death on Two Legs
- Sweet Lady
- Brighton Rock
- ’39
- You Take My Breath Away
- White Man
- The Prophet’s Song
- Bohemian Rhapsody
- Stone Cold Crazy
- Keep Yourself Alive
- In the Lap of the Gods… Revisited
- Now I’m Here
- Liar
- Jailhouse Rock
- Outro (God Save the Queen)

## Tourdaten
| Nr.                 | Datum               | Stadt               | Land                | Veranstaltungsort                      | Anmerkungen                  |
| Leg 1 – Nordamerika | Leg 1 – Nordamerika | Leg 1 – Nordamerika | Leg 1 – Nordamerika | Leg 1 – Nordamerika                    | Leg 1 – Nordamerika          |
| ------------------- | ------------------- | ------------------- | ------------------- | -------------------------------------- | ---------------------------- |
| 1                   | 13. Januar 1977     | Milwaukee           | Vereinigte Staaten  | Auditorium                             |                              |
| 2                   | 14. Januar 1977     | Madison             | Vereinigte Staaten  | Dane County Veterans Memorial Coliseum |                              |
| 3                   | 15. Januar 1977     | Columbus            | Vereinigte Staaten  | St. John Arena                         |                              |
| 4                   | 16. Januar 1977     | Indianapolis        | Vereinigte Staaten  | Indiana Convention Center              |                              |
| 5                   | 18. Januar 1977     | Detroit             | Vereinigte Staaten  | Cobo Hall                              |                              |
| 6                   | 20. Januar 1977     | Saginaw             | Vereinigte Staaten  | Civic Center                           |                              |
| 7                   | 21. Januar 1977     | Louisville          | Vereinigte Staaten  | Louisville Gardens                     |                              |
| 8                   | 22. Januar 1977     | Kalamazoo           | Vereinigte Staaten  | Wings Stadium                          |                              |
| 9                   | 23. Januar 1977     | Richfield           | Vereinigte Staaten  | Coliseum                               |                              |
| 10                  | 25. Januar 1977     | Ottawa              | Kanada              | Civic Centre                           |                              |
| 11                  | 26. Januar 1977     | Montréal            | Kanada              | Forum                                  |                              |
| 12                  | 28. Januar 1977     | Chicago             | Vereinigte Staaten  | The Stadium                            |                              |
| xx                  | 29. Januar 1977     | Trotwood            | Vereinigte Staaten  | Hara Arena                             |                              |
| 13                  | 30. Januar 1977     | Toledo              | Vereinigte Staaten  | Sports Arena                           |                              |
| 14                  | 1. Februar 1977     | Toronto             | Kanada              | Maple Leaf Gardens                     |                              |
| 15                  | 3. Februar 1977     | Springfield         | Vereinigte Staaten  | Civic Center                           |                              |
| 16                  | 4. Februar 1977     | College Park        | Vereinigte Staaten  | UMD Cole Field House                   |                              |
| 17                  | 5. Februar 1977     | New York City       | Vereinigte Staaten  | Madison Square Garden                  |                              |
| 18                  | 6. Februar 1977     | Uniondale           | Vereinigte Staaten  | Nassau Veterans Memorial Coliseum      |                              |
| 19                  | 8. Februar 1977     | Syracuse            | Vereinigte Staaten  | Onondaga County War Memorial           |                              |
| 20                  | 9. Februar 1977     | Boston              | Vereinigte Staaten  | Boston Garden                          |                              |
| 21                  | 10. Februar 1977    | Providence          | Vereinigte Staaten  | Civic Center                           |                              |
| 22                  | 11. Februar 1977    | Philadelphia        | Vereinigte Staaten  | Civic Center                           |                              |
| Leg 2 – Nordamerika |                     |                     |                     |                                        |                              |
| 23                  | 19. Februar 1977    | Hollywood           | Vereinigte Staaten  | Sportatorium                           |                              |
| 24                  | 20. Februar 1977    | Lakeland            | Vereinigte Staaten  | Civic Center                           |                              |
| 25                  | 21. Februar 1977    | Atlanta             | Vereinigte Staaten  | The Omni                               |                              |
| 26                  | 22. Februar 1977    | Birmingham          | Vereinigte Staaten  | Boutwell Memorial Auditorium           |                              |
| 27                  | 23. Februar 1977    | St. Louis           | Vereinigte Staaten  | Kiel Auditorium                        |                              |
| 28                  | 25. Februar 1977    | Dallas              | Vereinigte Staaten  | Moody Coliseum                         |                              |
| 29                  | 26. Februar 1977    | Houston             | Vereinigte Staaten  | Sam Houston Coliseum                   |                              |
| 30                  | 1. März 1977        | Phoenix             | Vereinigte Staaten  | Arizona Veterans Memorial Coliseum     |                              |
| 31                  | 2. März 1977        | Inglewood           | Vereinigte Staaten  | The Forum                              |                              |
| 32                  | 3. März 1977        | Inglewood           | Vereinigte Staaten  | The Forum                              |                              |
| 33                  | 5. März 1977        | San Diego           | Vereinigte Staaten  | Sports Arena                           |                              |
| xx                  | 5. März 1977        | San Francisco       | Vereinigte Staaten  | Winterland Ballroom                    | verlegt auf den 6. März 1977 |
| 34                  | 6. März 1977        | San Francisco       | Vereinigte Staaten  | Winterland Ballroom                    |                              |
| xx                  | 8. März 1977        | Sacramento          | Vereinigte Staaten  | Memorial Auditorium                    |                              |
| xx                  | 9. März 1977        | Fresno              | Vereinigte Staaten  | Selland Arena                          |                              |
| 35                  | 11. März 1977       | Vancouver           | Kanada              | Pacific Coliseum                       |                              |
| 36                  | 12. März 1977       | Portland            | Vereinigte Staaten  | Paramount Theatre                      |                              |
| 37                  | 13. März 1977       | Seattle             | Vereinigte Staaten  | Center Coliseum                        |                              |
| 38                  | 16. März 1977       | Calgary             | Kanada              | Southern Alberta Jubilee Auditorium    |                              |
| 39                  | 17. März 1977       | Calgary             | Kanada              | Southern Alberta Jubilee Auditorium    |                              |
| 40                  | 18. März 1977       | Edmonton            | Kanada              | Northlands Coliseum                    |                              |
| Leg 3 – Europa      |                     |                     |                     |                                        |                              |
| 41                  | 8. Mai 1977         | Stockholm           | Schweden            | Johanneshovs Isstadion                 |                              |
| 42                  | 10. Mai 1977        | Göteborg            | Schweden            | Scandinavium                           |                              |
| 43                  | 12. Mai 1977        | Brøndby             | Danemark            | Brøndby Hallen                         |                              |
| 44                  | 13. Mai 1977        | Hamburg             | Deutschland         | CCH                                    |                              |
| xx                  | 14. Mai 1977        | Frankfurt am Main   | Deutschland         | Jahrhunderthalle Hoechst               | verlegt in die Festhalle     |
| 45                  | 14. Mai 1977        | Frankfurt am Main   | Deutschland         | Festhalle                              |                              |
| 46                  | 16. Mai 1977        | Düsseldorf          | Deutschland         | Philipshalle                           |                              |
| 47                  | 17. Mai 1977        | Rotterdam           | Niederlande         | Sportpaleis Ahoy’                      |                              |
| 48                  | 19. Mai 1977        | Basel               | Schweiz             | St. Jakobshalle                        |                              |
| 49                  | 23. Mai 1977        | Bristol             | England             | Hippodrome                             |                              |
| 50                  | 24. Mai 1977        | Bristol             | England             | Hippodrome                             |                              |
| 51                  | 26. Mai 1977        | Southampton         | England             | Gaumont Theatre                        |                              |
| 52                  | 27. Mai 1977        | Southampton         | England             | Gaumont Theatre                        |                              |
| 53                  | 29. Mai 1977        | Stafford            | England             | New Bingley Hall                       |                              |
| 54                  | 30. Mai 1977        | Glasgow             | Schottland          | Apollo Theatre                         |                              |
| 55                  | 31. Mai 1977        | Glasgow             | Schottland          | Apollo Theatre                         |                              |
| 56                  | 2. Juni 1977        | Liverpool           | England             | Empire Theatre                         |                              |
| 57                  | 3. Juni 1977        | Liverpool           | England             | Empire Theatre                         |                              |
| xx                  | 5. Juni 1977        | London              | England             | Earls Court                            | verlegt auf den 6. Juni 1977 |
| 58                  | 6. Juni 1977        | London              | England             | Earls Court                            |                              |
| 59                  | 7. Juni 1977        | London              | England             | Earls Court                            |                              |

## Band
- Freddie Mercury: Gesang, Klavier, Tamburin
- Brian May: Gitarre, Hintergrundgesang, Banjo bei Bring Back that Leroy Brown
- Roger Taylor: Schlagzeug, Hintergrundgesang
- John Deacon: Bass, Hintergrundgesang, Triangel